# Nuremberg (film)
Nuremberg is een tweedelig Canadees/Amerikaans docudrama uit 2000. De film is gebaseerd op het boek Nuremberg: Infamy on trial (1995) van Joseph E. Persico over de processen van Neurenberg. Hij is geregisseerd door Yves Simoneau.

## Verhaal
Oorspronkelijk is het drama in twee delen op televisie uitgezonden. De dvd-versie bevat geen scheiding tussen de twee delen. 

### Deel 1
De film begint met het introduceren van de belangrijkste hoofdrolspelers. De openingsscène is de overgave van Hermann Göring (Brian Cox), samen met zijn vrouw en dochter bij een Amerikaanse luchtmachtbasis in Duitsland. Göring doet dit omdat hij zich het liefst overgeeft aan medevliegeniers. Hij wordt als een held onthaald, wat de bevelhebber van de basis op een flinke reprimande komt te staan. Een voor een worden de hooggeplaatste nazi's gearresteerd wegens oorlogsmisdaden en samengebracht in Camp Ashcan in Mondorf-les-Bains (Luxemburg). Robert H. Jackson (Alec Baldwin) wordt door Samuel Rosenman gevraagd om een tribunaal op te zetten tegen de gearresteerde nazi's. Jackson en zijn assistent Elsie Douglass (Jill Hennessy) vliegen naar Duitsland om de voorbereidingen voor het tribunaal te treffen. In het vliegtuig zit ook zijn juridisch team. Tijdens de vlucht wordt besproken op welke manier ze dit tribunaal juridisch moeten aanpakken. Oorlogsmisdaden zijn nog niet strafbaar en het is dan ook lastig de nazi's hiervoor te vervolgen. De oplossing is om te onderzoeken welke bestaande wetten zijn overtreden. Kolonel Andrus (Michael Ironside) doet een korte introductieronde bij de gevangenen. Wanneer Wilhelm Keitel (Frank Fontaine) protesteert tegen zijn arrestatie omdat hij alleen maar bevelen opvolgde, wordt iedereen van zijn rang ontdaan. Göring zit in een aparte cel en verklaart dat de enige mening waar hij naar zal luisteren de mening is van het Duitse volk. Hij wordt op een dieet gezet. De gevangenispsycholoog Gustav Gilbert (Matt Craven) komt aan in Mondorf-les-Bains, samen met Hans Frank die een mislukte zelfmoordpoging heeft gedaan. Gilbert stelt zich voor aan kolonel Andrus. Andrus laat duidelijk merken dat hij weinig op heeft met psychologen.
Jackson overlegt met de Fransen, Engelsen en Russen over hoe het tribunaal zal moeten verlopen. De Russen zijn het niet eens met de gang van zaken. Ze zijn bang dat wanneer verdachten zich kunnen verdedigen, ze ook vrijgesproken kunnen worden. Bij het voorstel van Jackson om elk land dan zijn eigen gevangenen te laten veroordelen, druipen de Russen af. Maxwell Fyfe noemt Jackson de onbetwiste leider van het tribunaal.
Op voorstel van generaal Clay wordt Neurenberg gekozen als plaats van het tribunaal, omdat het de plaats was waar de jaarlijkse nazipartijdagen werden gehouden. Elsie Douglass blijft achter in Neurenberg terwijl Jackson de Amerikaanse rechter Francis Biddle (Len Cariou) gaat bijpraten. De gevangenen worden naar Neurenberg vervoerd. Andrus geeft een briefing aan de bewakers. De bewaker van Göring wil dat hij zijn cel gaat dweilen. Göring weigert, raakt in gevecht en krijgt hartkloppingen.
Wanneer Jackson terugkomt in Neurenberg zegt hij dat hij Douglass heeft gemist. De gedaagden worden verdeeld onder de juristen van de Amerikanen. Jackson neemt Göring. Douglass en Jackson nemen hun intrek in een villa die gehuurd wordt van een bankier.
Alle verdachten krijgen de aanklacht geserveerd van majoor Airey Neave. Robert Ley roept: "Schiet ons nu maar dood!". In de volgende scène heeft hij zelfmoord gepleegd. Jackson komt in de documentenkamer die bezaaid ligt met papieren. Gilbert krijgt de mogelijkheid om met de verdachten te gaan praten in ruil voor een bibliotheek en een sportveldje voor de verdachten. In een gesprek met Gilbert vertelt Hans Frank dat hij zijn dagboeken heeft ingeleverd, om te kunnen laten zien dat hij onschuldig is en het allemaal niet meende. Göring vertelt grappen tijdens het uitzoeken van de kleren. Wanneer Gilbert vraagt of hij bang is, zegt Göring dat hij vele soldaten de oorlog in heeft gestuurd. Waarom zou hij bang moeten zijn op het moment dat hij tegenover de vijand staat.
Het tribunaal wordt geopend. Alle verdachten moeten vertellen of ze schuldig of onschuldig zijn. Alle verdachten pleiten 'nicht schüldig' (onschuldig). Jackson begint met zijn openingspleidooi. Maxwell Fyfe vertelt het verhaal van de eerste getuige, de heer Grabe. Hij was getuige van een massa-executie. Wanneer Jackson op de vingers wordt getikt door de Britse rechter omdat hij weer eens een document indient gaat hij over op het verhoren van getuigen. Als eerste is de heer Pachelogg aan de beurt. Hij is in Dachau getuige geweest van een medisch experiment om te kijken hoe piloten die in de zee zijn geraakt weer opgewarmd konden worden. Als tweede is Marie-Claude Vaillant-Couturier (Charlotte Gainsbourg) aan de beurt. Als laatste wordt een film getoond die Amerikaanse soldaten hebben gemaakt bij de bevrijding van concentratiekampen.

### Deel 2
Albert Speer (Herbert Knaup) vertelt aan Gilbert dat Göring zich erg dominant gedraagt en dat de anderen naar hem luisteren. Speer adviseert hem af te scheiden van de rest. Dat gebeurt ook. Het verhoor van Göring in de rechtszaal begint. Het lukt Göring om Jackson te slim af te zijn en hem te vernederen. De Amerikaanse rechter Biddle krijgt van Jackson te horen dat hij Göring te veel ruimte heeft gegeven. Jackson wil ontslag nemen, maar Douglas praat het uit zijn hoofd. Maxwell-Fyfe adviseert Jackson om hem te confronteren met bewijzen die laten zien dat Göring liegt.
In de rechtszaal komt Rudolf Höss (Colm Feore), het voormalig hoofd van Auschwitz, aan het woord. Hij vertelt kalm welke verschrikkingen daar plaatsvonden. Fritz Sauckel (Ken Kramer) beschuldigt Speer van het uitbuiten van buitenlandse arbeiders. Speer accepteert volledige en persoonlijke verantwoordelijkheid voor de misdaden gepleegd door de nazi's.
Gilbert spreekt met de vrouw van Göring, Emmy. Ze onthult dat Hitler had bevolen ze allemaal te executeren en dat ze zich daarom hebben overgegeven. De conclusie die Gilbert geeft van alle gesprekken die hij met de aangeklaagden heeft gehad luidt als volgt: De bron van het kwaad in nazi-Duitsland is een compleet gebrek aan empathie van de leiders. Göring wordt veroordeeld tot de strop, maar pleegt enkele uren voor de executie zelfmoord. Speer wordt veroordeeld tot 20 jaar gevangenisstraf. De ter dood veroordeelden worden een voor een opgehangen, terwijl Jackson en Douglas terugvliegen naar huis.

## Rolverdeling
| Acteur                | Personage                            |
| --------------------- | ------------------------------------ |
| Alec Baldwin          | Procureur-generaal Robert H. Jackson |
| Frank Burns           | Wilhelm Frick                        |
| Brian Cox             | Hermann Göring                       |
| Erwin Potitt          | Walther Funk                         |
| Herbert Knaup         | Albert Speer                         |
| Tom Rack              | Hans Fritzsche                       |
| Christopher Plummer   | Sir David Maxwell Fyfe               |
| Roc LaFortune         | Rudolf Hess                          |
| Jill Hennessy         | Elsie Douglas                        |
| Colm Feore            | Rudolf Höss                          |
| Matt Craven           | Gustave Gilbert                      |
| Dennis St. John       | Franz von Papen                      |
| Christopher Heyerdahl | Ernst Kaltenbrunner                  |
| Griffith Brewer       | Konstantin von Neurath               |
| Roger Dunn            | Kolonel Robert Storey                |
| Gabriel Gascon        | Erich Raeder                         |
| David McIlwraith      | Kolonel John Amen                    |
| Julien Poulin         | Dr. Robert Ley                       |
| Christopher Shyer     | Brigadegeneraal Telford Taylor       |
| Alain Fournier        | Alfred Rosenberg                     |
| Hrothgar Mathews      | Thomas J. Dodd                       |
| René Gagnon           | Arthur Seyss-Inquart                 |
| Frank Moore           | Hans Frank                           |
| Len Cariou            | Francis Biddle                       |
| Frank Fontaine        | Wilhelm Keitel                       |
| David Francis         | Geoffrey Lawrence                    |
| Raymond Cloutier      | Karl Dönitz                          |
| Len Doncheff          | Generaal Iona Nikitsjenko            |
| Bill Corday           | Alfred Jodl                          |
| Paul Hébert           | Henri Donnedieu de Vabres            |
| Ken Kramer            | Fritz Sauckel                        |
| Michael Ironside      | Kolonel Burton C. Andrus             |
| Max von Sydow         | Samuel Rosenman                      |
| Charlotte Gainsbourg  | Marie-Claude Vaillant-Couturier      |
| Sam Stone             | Julius Streicher                     |
| Geoffrey Pounsett     | Majoor Airey Neave                   |
| Douglas O'Keeffe      | Baldur von Schirach                  |
| Steve Adams           | Generaal Lucius D. Clay              |
| Benoit Girard         | Joachim von Ribbentrop               |
| Paul Hopkins          | Kapitein Dan Kiley                   |
| James Bradford        | Hjalmar Schacht                      |
| Susan Glover          | Emmy Göring                          |

## Ontvangst

### Recensies
De film is gemengd ontvangen. De Jewish film guide, een recensiewebsite voor films waar joodse karakters en verhalen een rol spelen, was zeer positief. "De kijker heeft [in deze film] het idee dat hij aanwezig is in de rechtszaal". Ralph R. Donald schreef in een recensie in The American Historical Review dat de film juist oppervlakkig was. Volgens Donald is er te veel ruimte gelaten voor het "onsamenhangend fascistisch geblaat van Hermann Göring".

### Prijzen
De film is genomineerd voor Emmy Awards, Golden Globes, Gemini Awards, Producers Guild of America Award (PGA) en Satelite Awards in veel verschillende categorieën. Brian Cox heeft een Emmy gewonnen in de categorie beste bijrol en Jill Hennessy heeft een Satelite Award gewonnen in de categorie beste actrice in een mini-serie. De serie als geheel heeft de prijs van beste dramatische mini-serie gewonnen bij de Gemini Awards. Alle nominaties en prijzen zijn in 2001 gegeven. 